# Franz von Defregger
Franz Defregger, dal 1883 von Defregger (Ederhof presso Stronach, 30 aprile 1835 – Monaco di Baviera, 2 gennaio 1921), è stato un pittore austriaco.

## Biografia
Defregger, figlio di contadini, nacque nel maso di famiglia, l'Ederhof, a Stronach, oggi parte del comune di Iselsberg-Stronach, allora di quello di Dölsach, nel Tirolo orientale.
Nel 1860 fu costretto a vendere il maso, per poter liquidare l'eredità delle due sorelle e poter emigrare negli Stati Uniti d'America. Tuttavia alla fine non partì, ma si trasferì ad Innsbruck, dove studiò presso lo scultore ed insegnante alla scuola professionale cittadina, Michael Stolz.
Già nell'autunno dello stesso anno si trasferì a Monaco di Baviera, dove si presentò al pittore Carl Theodor von Piloty e dove seguì le lezioni di Hermann Dyck alla Königliche Kunstgewerbeschule München, secondo istituto di istruzione artistica della città. Il 19 luglio del 1861 passò la prova di ammissione all'Accademia delle belle arti di Monaco di Baviera, dove studiò nella classe di pittura guidata da Hermann Anschütz.
Nel 1863 fece un soggiorno a Parigi, dove da autodidatta affinò le sue capacità grazie alle visite a musei e gallerie d'arte. Fece ritorno a Monaco nel 1865. Tra il 1867 e il 1870 fu uno dei collaboratori dell'atelier di Piloty, insieme con Hans Makart e Gabriel Max.
Rapidamente le sue opere cominciarono ad avere successo di pubblico. I suoi soggetti preferiti furono i ritratti, le scene di vita contadina ma dipinse anche numerosi quadri di soggetto storico, in particolare sulla resistenza antifrancese in Tirolo nel 1809.
Dal 1878 al 1910 fu insegnante di pittura storica presso l'Accademia delle belle arti di Monaco di Baviera.
Nel 1883 gli venne concesso il titolo nobiliare, ed il suo cognome divenne così von Defregger.
Risiedeva per lunghi periodi nella conca di Bolzano, dove possedeva una casa a Dodiciville, la Villa Defregger, realizzata nel 1879 su progetto di Sebastian Altmann.
Morì a Monaco il 2 gennaio 1921, dove fu sepolto nel Nordfriedhof, sei anni dopo la nascita del nipote Matthias Defregger, futuro vescovo.

## Opere

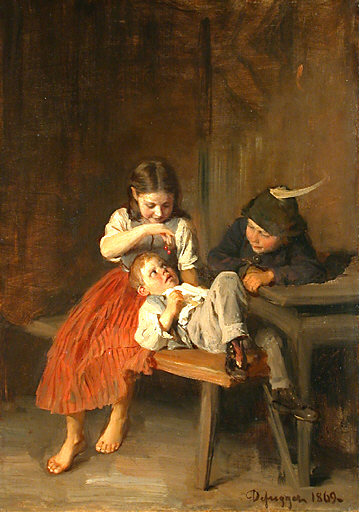
Defregger, Kinder beim Kirschenessen (Bambini che mangiano ciliegie), 1869
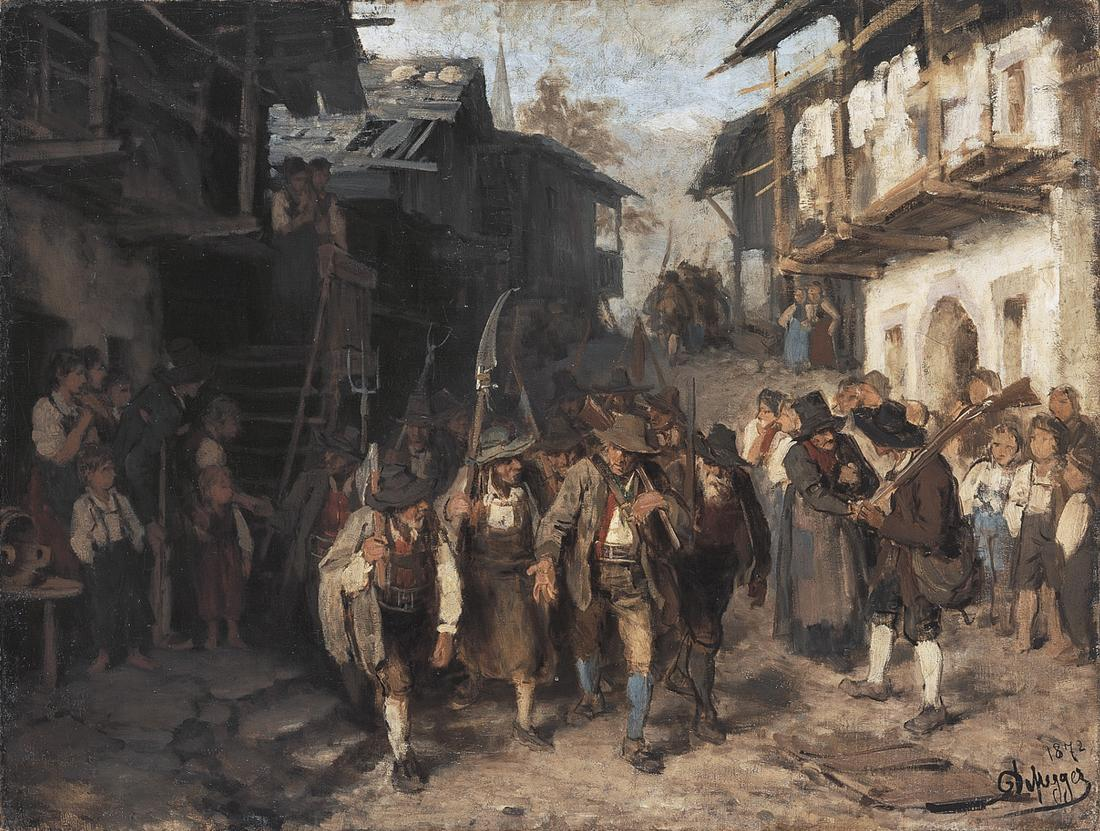
Defregger, Das letzte Aufgebot (L'ultimo dispiegamento), 1872
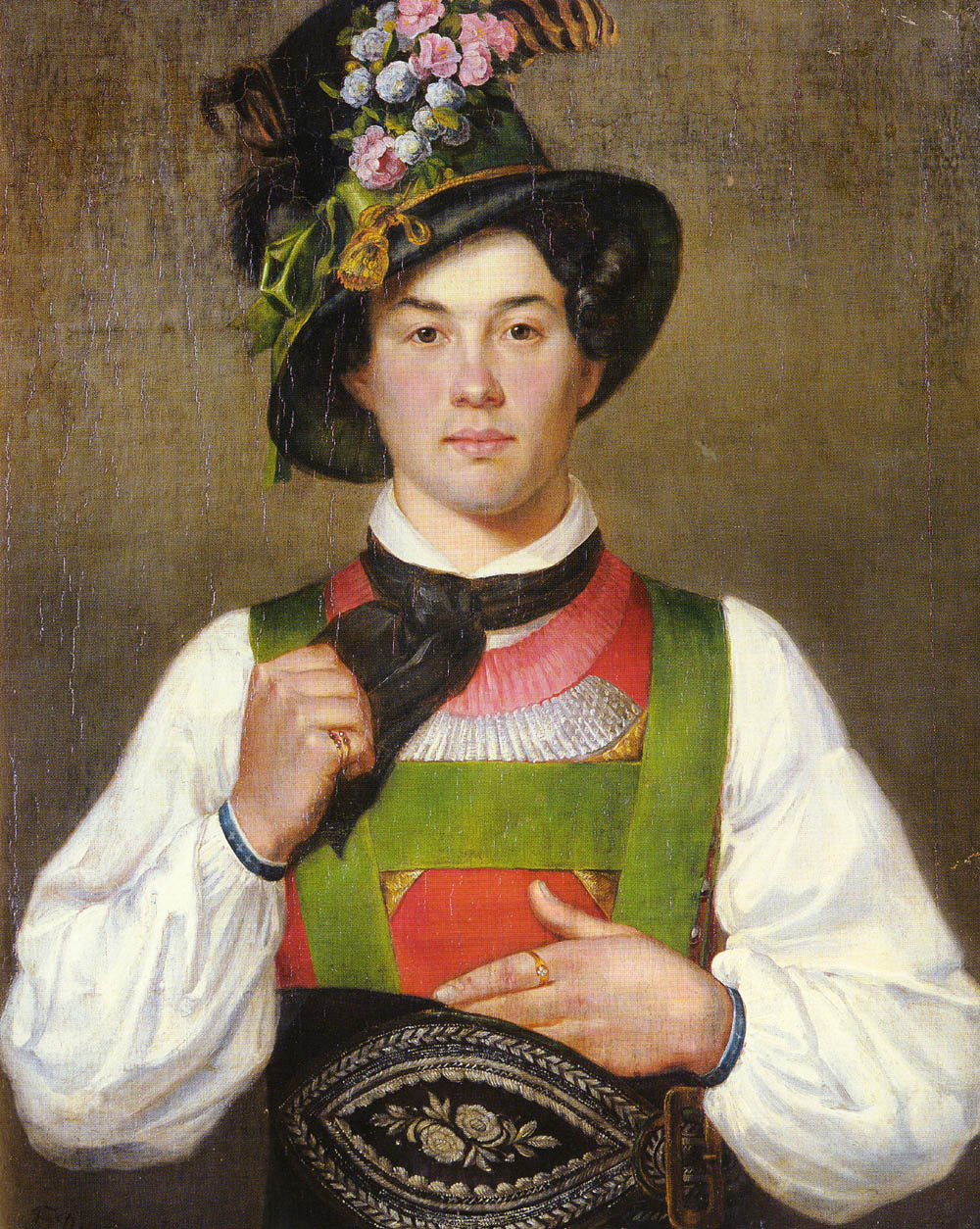
Giovane tirolese (1872)
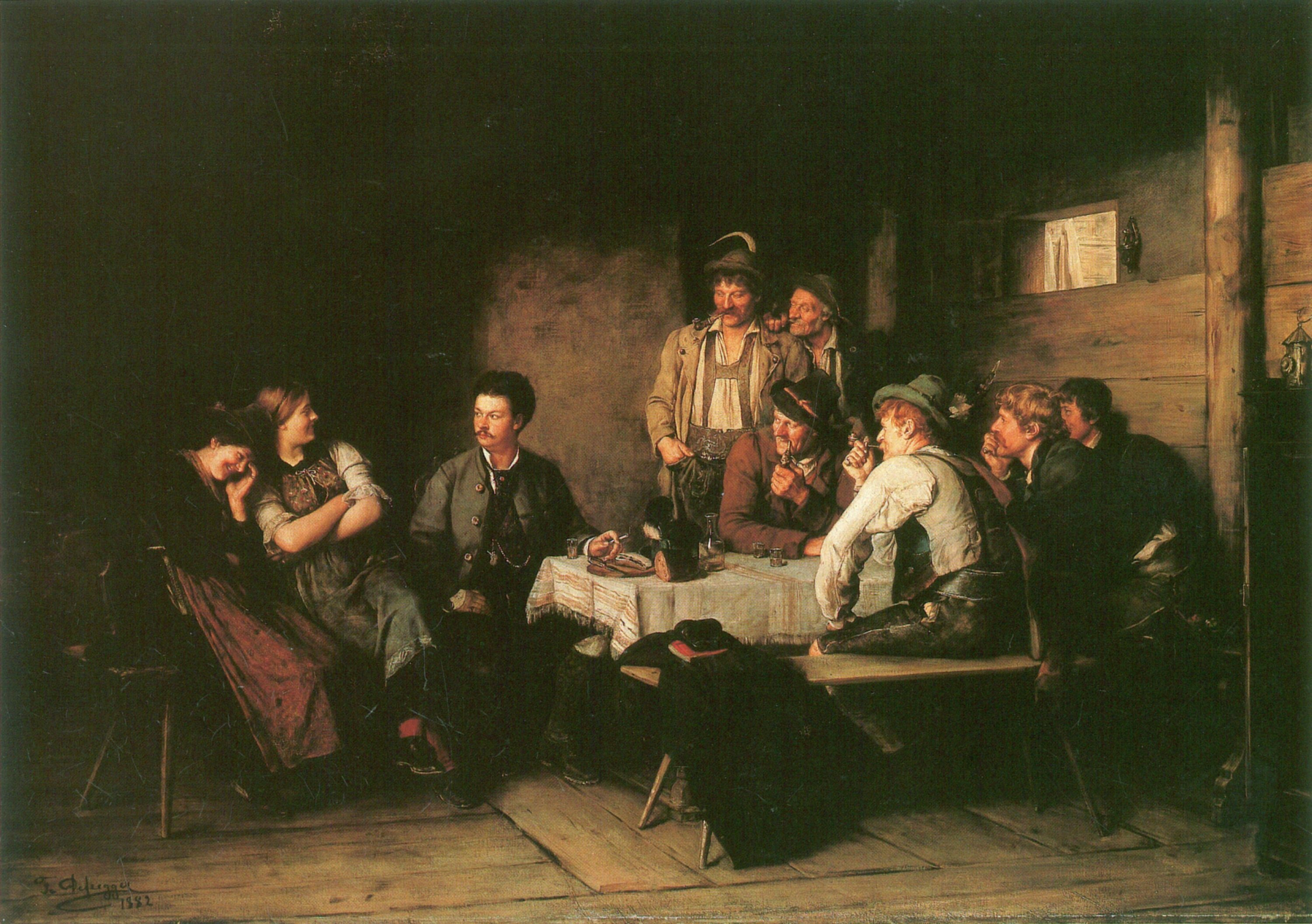
Defregger, Der Salontiroler (Il turista), 1882